# Rotmarderpinsel
Ein Rotmarderpinsel ist ein aus Marderhaaren gefertigter Künstlerpinsel. Rotmarder ist eine Handelsbezeichnung für Haare von verschiedenen Wieselarten, die für die Pinselherstellung verwendet werden. Es gibt kein Tier namens Rotmarder. Der Name deutet auf das Feuerwiesel hin, aber es kommen verschiedene Marderarten als Quelle dieser Haare in Betracht, z. B. das Altaiwiesel. Das hochwertigste Material (Kolinsky) kommt vom Feuerwiesel und wird zu Preisen höher als Gold gehandelt. Die Haare können für ein einheitliches Aussehen gebleicht und gefärbt werden. 
Rotmarderpinsel sind aufgrund ihrer ausgezeichneten Eigenschaften vor allem von Künstlern gesucht. Die Qualität und damit auch der Preis des Pinsels hängt vom Mischungsverhältnis und von der Länge des Haares ab. Die Verarbeitung spielt ebenfalls eine wichtige Rolle. Hochwertige Rotmarderpinsel werden auch heute noch mit einem hohen Anteil von Handarbeit gefertigt. Manchmal werden die Rotmarderhaare mit entsprechend gefärbten Rindsohrenhaaren gestreckt. Ebenso gibt es billige Kunstfasern, die die Farbe der Rotmarderpinsel imitieren.